# Mistrzostwa Europy w Lekkoatletyce 1954 – rzut dyskiem kobiet

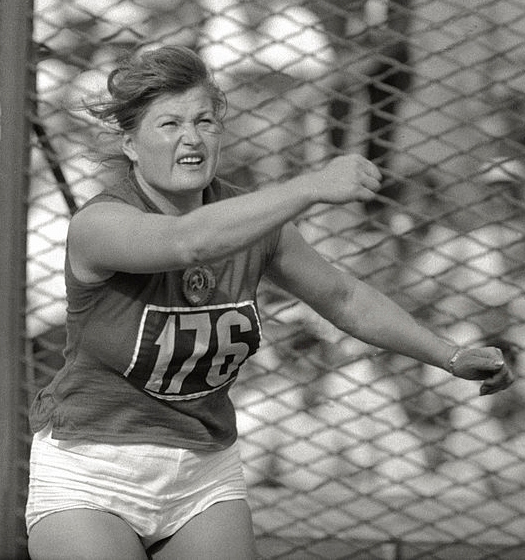
Nina Ponomariowa w 1960

Rzut dyskiem kobiet był jedną z konkurencji rozgrywanych podczas V Mistrzostw Europy w Bernie. Rozegrano od razu finał 27 sierpnia 1954. Zwyciężczynią tej konkurencji została reprezentantka ZSRR, mistrzyni olimpijska z 1952 Nina Ponomariowa. W rywalizacji wzięło udział siedemnaście zawodniczek z dziesięciu reprezentacji.

## Rekordy
| Rekord świata     | Nina Dumbadze (SUN) | 57,04 | Tbilisi, ZSRR    | 18.10.1952 |
| Rekord Europy     | Nina Dumbadze (SUN) | 57,04 | Tbilisi, ZSRR    | 18.10.1952 |
| Rekord mistrzostw | Nina Dumbadze (SUN) | 48,03 | Bruksela, Belgia | 25.08.1950 |

## Wyniki
| Miejsce | Zawodniczka      | Wynik |
| ------- | ---------------- | ----- |
| 1       | Nina Ponomariowa | 48,02 |
| 2       | Irina Bieglakowa | 45,79 |
| 3       | Galina Zybina    | 44,77 |
| 4       | Štěpánka Mertová | 44,37 |
| 5       | Jiřina Němcová   | 44,33 |
| 6       | Julija Matej     | 43,95 |
| 7       | Lia Manoliu      | 43,86 |
| 8       | Karen Sonneck    | 43,86 |
| 9       | Zsuzsa Serédi    | 42,15 |
| 10      | Anni Pöll        | 41,45 |
| 11      | Marianne Werner  | 41,36 |
| 12      | Jolanda Mayr     | 39,65 |
| 13      | Helena Dmowska   | 39,44 |
| 14      | Simone Saenen    | 39,37 |
| 15      | Ilona Józsá      | 37,98 |
| 16      | Gretel Bolliger  | 37,45 |
| 17      | Herlinde Peyker  | 33,43 |